# 玉带胡同
玉带胡同是中國北京市西城区的一条胡同，现已无存。

## 简介
玉带胡同原位于丰盛街道（现已和二龙路街道一同并入金融街街道）的西南部。走向南北曲折，南起孟端胡同，北到小盆胡同。玉带胡同长158米，宽度平均为3米。该胡同清朝始称“玉带胡同”，以胡同的形状而得名。1990年至2003年间，玉带胡同被全部拆除，今为北京金融街的一部分。